# Alchemilla sect. Erectae
Alchemilla sect. Erectae ist eine selbstständige Grundsektion aus der Gattung Frauenmantel (Alchemilla) in der Familie der Rosengewächse (Rosaceae).

## Merkmale
Die Frauenmantel-Arten der Sektion Erectae sind mittelgroße bis sehr große Halbsträucher. Ihre Leitbündel sind stark sklerenchymatisch verdickt. Die längsten Internodien der Keimpflanzen sind bis zu 4 Millimeter lang. Die Hauptachse ist holzig, bis 20 Millimeter dick und weist bis zu 20 Jahre (möglicherweise auch länger) ein sekundäres Dickenwachstum auf. Ihre Internodien haben eine Länge von 1 bis 5 Millimeter.
Die Keimblätter sind elliptisch bis rundlich, verschmälern sich in den Stiel etwas und sind langstielig. Das Primärblatt ist seicht dreilappig, wobei die Lappen eine Einschnitttiefe von 10 bis 25 % des Blattradius erreichen, in der Regel länger als breit und hat eine abgerundete bis keilige Basis. Die Oberseite der Blattstiele ist flach, daher sind diese zweikantig. Ihre Leitbündel sind konzentrisch, wobei die Dicke des abaxialen der 1,5- bis 3-fachen Dicke der adaxialen entspricht. Die Blattbasis ist meist dreinervig. Die Nerven haben eine Entfernung von bis zu 7 Millimeter voneinander und sind schnell konvergierend. Die Blattspreite hat eine Breite von 5 bis 22 Zentimetern, ist flach oder schwach wellig, hellgrün bis hell graugrün gefärbt und glanzlos. Die Blattoberseite weist (zumindest im trockenen Zustand) erhabene Nerven auf, 5 bis 25 Prozent des Radius sind eingeschnitten in (7) 9 bis 13 Lappen. Die Breite der Endlappen beträgt 27 bis 40 (45)° und sie sind 13- bis 27-zähnig. Die Länge der Zähne entspricht 1,5 bis 7 % des Radius der Spreite und sie sind 0,3 bis 1,5mal so lang wie breit.
Die Nebenblätter sind 15 bis 30 Millimeter lang, was 2 bis 7 % der Stängellänge entspricht. Sie sind ganzrandig oder 2- bis 4-lappig, und meist arm an Nerven. Sie vertrocknen schnell zu einer orangebräunlichen Tunika, nur die beiden jüngsten Paare sind noch frisch. Die Öhrchen sind verwachsen. Der Tuteneinschnitt hat eine Tiefe von 0 bis 2 Millimeter, was 0 bis 10 % entspricht.
Der Stängel ist 20 bis 100 Zentimeter lang, aufrecht und 2 bis 6 Millimeter dick. Bis zur Endblüte werden 10 bis 20 Internodien gebildet. Aus den untersten Knoten wurzelt die Pflanze meist. Am untersten Stängelblatt sind die Nebenblätter gegenüber dem Blattstiel zu einer waagerecht-blattgegenständigen, reichzähnige Zunge miteinander verwachsen und meist adaxial behaart. Am obersten Stängelblatt sind die Nebenblätter mit bis zu 20 unterschiedlichen Zipfeln gezähnt und gelappt.
Der Blütenstand ist sehr reichblütig, er enthält bis zu 2000 Blüten. Am Grund von Monochasien-Wirteln fehlen manchmal Tragblätter, innerhalb der Monochasien sind nicht selten einige vorhanden. Selten sind 2 Blüten scheindoldig genähert.
Die Blüten sind gelblich, nicht rot gefärbt und nur ganz selten fünfzählig. Der Kelchbecher ist kurz kreiselförmig. Nach oben ist er erweitert, nach unten verschmälert er sich stielartig und bei den meisten Arten ist er im unteren Teil abstehend behaart. Die Kelchblätter sind 1,3- bis 2-mal so lang wie breit und 1,2- bis 2-mal so lang wie der Kelchbecher. Die Außenkelchblätter sind 3- bis 5-nervig. An Endblüten sind sie oft länger und breiter als Kelchblätter. Sie sind oft gezähnelt, 1- bis 3-mal so lang wie der Kelchbecher und bleiben ebenso wie die Kelchblätter waagerecht. Die Diskuswulst ist schmaler als die Öffnung. Die Staubblätter sind nicht spreizend, haben eine Länge von 0,4 bis 0,8 Millimeter und verschmälern sich allmählich aus der 0,2 bis 0,3 Millimeter breiten Basis. Es ist ein Fruchtblatt vorhanden. Die Narbe ist linsenförmig.
Die Früchte sind Nüsschen. Diese sind ungefähr 1,5-mal so lang wie breit, bis knapp über 1,5 Millimeter lang und überragen den Diskus mit 33 bis 50 % ihrer Länge.
Blütezeit ist von Mai bis Juli, subalpinen Lagen von Juni bis August. Der Blühbeginn ist 3 bis 4 Wochen nach dem Pfirsich. Die Blühdauer einer Synfloreszenz beträgt ungefähr 8 Wochen. Eine Herbstblüte findet nicht statt. Die Früchte reifen nach wenigstens 8 Wochen. Es sind zum Teil Wintersteher vorhanden.
Die Chromosomen sind etwa eiförmig.

## Vorkommen
Das Verbreitungsgebiet der Sektion umfasst Vorderasien und hier vor allem den Kaukasus und Anatolien, 3 Arten sind auch im Iran zu finden. Nach Nordwesten reicht es bis in die Süd-Karpaten und auf die Balkanhalbinsel (jeweils nur einzelne Arten). Im Ural soll ebenfalls eine Alchemilla-Art dieser Sektion vorkommen, was aber noch näher überprüft werden muss. In Mitteleuropa wurde diese Sektion eingeschleppt.
Großblättrige Halbsträucher kommen in Hochstauden- und Hochgrasfluren sowie den Saumgesellschaften der montanen bis subalpinen Stufe (sub-)meridionaler Gebirge vor. Die mehr xerophil gebauten Arten, die meist reichlich behaart sind, aber oft fast unbelappte Blattspreiten haben, sind in den Bergsteppen von Anatolien und Iran zu finden. Hier können sie sich behaupten aufgrund ihrer tiefgründigen und Jahrzehnte lebenden Wurzeln, wenn sie in einigen ihrer Jugendjahre oberflächlich genug Feuchtigkeit zur Verfügung hatten.

## Systematik
Die Sektion Erectae ist eine der vier Grundsektionen der europäischen Alchemillen, aus denen die übrigen Sektionen durch Hybridisierung hervorgegangen sind.
Die mitteleuropäischen Arten sind:
- Weicher Frauenmantel (Alchemilla mollis (Buser) Rothm.)
- Ansehnlicher Frauenmantel (Alchemilla speciosa Buser)

## Belege
- Sigurd Fröhner: Alchemilla. In: Hans. J. Conert u. a. (Hrsg.): Gustav Hegi. Illustrierte Flora von Mitteleuropa. Band 4 Teil 2B: Spermatophyta: Angiospermae: Dicotyledones 2 (3). Rosaceae 2. Blackwell 1995, ISBN 3-8263-2533-8, S. 13–242.